# Телефон Искра ЕТА 80
Телефон Искра ЕТА 80 је модел телефона који је 1978. године дизајнирао словеначки и југословенски дизајнер Даворин Савник. Произведен је у словеначкој фабрици „Искра” из Крања. За дизајн овог модела телефона Савник је добио многе награде и признања, како у Југославији, тако и у иностранству. Због лоше патентне заштите у свету је, према грубим проценама, направљено око 300 милиона телефона идентичног дизајна.
Телефон Искра ЕТА 80 део је сталне поставке Музеја модерне уметности у Њујорку (МоМА), као и Музеја модерне уметности у Минхену.

## Опис производа
- Материјал: Пластика (и други материјали)
- Димензије: 7.3 x 22.2 x 25.4 cm[3]
- Боја: Црвена (најчешћа), црна, бела, љубичаста, ружичаста, жута, зелена, сива[4]

## Историјат
Даворин Савник дизајнирао је Електрични Телефонски Апарат (ЕТА) 1978. године за фабрику Искра из Крања. Производио се са округлим бројчаником или тастатуром (модел ЕТА 85). За оригинални дизајн Савник је добио награде и признања широм света. Овај модел телефона произведен је у „Искри” у чак 5 милиона примерака и постао је велики хит у свету, а нарочито у САД.
Током 80-их година 20. века, али и знатно касније, телефон Искра ЕТА 80 био је неизбежан саставни део готово сваког домаћинства или канцеларије у бившој Југославији и земљама које су из ње настале. У неким домаћинствима се и дан данас користи верзија овог телефона, модел ЕТА 85, са дигиталним бројчаником.
Према речима предсједника Друштва дизајнера Словеније, Јурија Добриле, када је телефон ЕТА 80 изашао на тржиште сви чудили јер је био неверојатно леп и постао је статусни симбол. Чланке и фотографије овог телефона објавиле су јапанске, америчке, енглеске, руске и чешке стручне новине и часописи.

## Плагијати
Овај оригинални дизајн никада није био заштићен патентом, а престижна признања учинила су да овај оригинални дизајн буде копиран од стране многих компанија у свету. Претпоставља се да је током времена произведено више од 300 милиона копија овог телефона широм света. Фабрика „Искра” је 1986. изложила 12 примерака плагијата у својој пословној згради.

## Награде и признања
У Словенији је 2012. године штампана пригодна марка с овим легендарним, глобалним производом. На своју тридесету годишњицу, 2008. године, телефон ЕТА 80 био је приказан у Музеју за архитектури и дизајн у Љубљани, на изложби Искра: дизајн 1946–1990. Ова изложба је од априла до јуна 2013. гостовала и у Београду, у Музеју Југославије.